# Podolenii de Sus
Podolenii de Sus – wieś w Rumunii, w okręgu Jassy, w gminie Cozmești. W 2011 roku liczyła 850 mieszkańców.